# Dagvaart
Een dagvaart was een vergadering waarvoor personen uit verschillende plaatsen werden opgeroepen. Het ging hierbij voornamelijk om vergaderingen met een juridisch of bestuurlijk karakter. De in de 17e en 18e eeuw gebruikte term gedeputeerde ter dagvaart betekent een vertegenwoordiger voor een vergadering.
De oorspronkelijke betekenis van dagvaart in de middeleeuwen was een 'dagreis', oftewel een reis die een dag duurt. Omdat het woord 'dag' tevens zittingsdag of vergadering betekende, kreeg het woord een bredere betekenis: het ging ook staan voor het reizen naar de bewuste vergadering of rechtszitting. Later werd het woord tevens gebruikt voor alleen de vergadering zelf.
Van het woord dagvaart zijn de woorden 'dagvaarden' en 'dagvaarding' afgeleid.
In de context van binnenvaart betekende dagvaart (in tegenstelling tot continuvaart) de exploitatiewijze waarbij de dagelijkse vaartijd van een schip beperkt werd ten behoeve van rusttijd. De term wordt niet meer gebruikt.